# Nōami

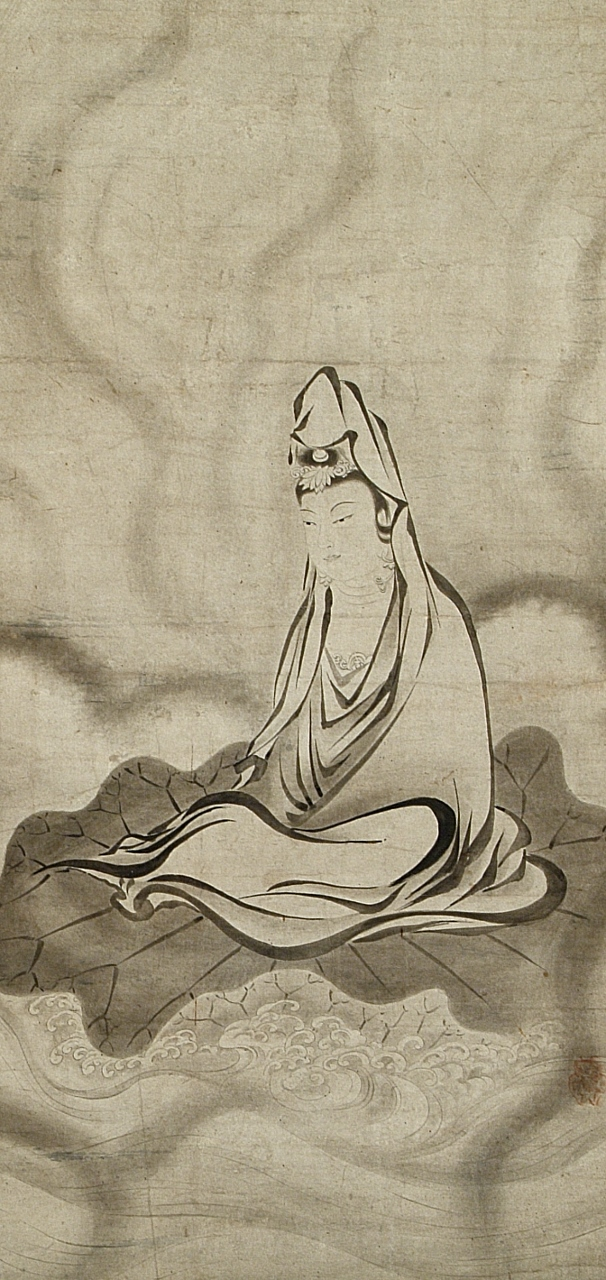
Nōami: Kannon

Nōami (japanisch 能阿弥, eigentlich Nakao Shinnō (中尾真能), weiterer Künstlernamen: Ōsai (鴎斎), Shūhō (秀峰), Shun’ōsai (春鴎斎); geb. 1397; gest. 1471) war ein japanischer Mönch-Maler der Muromachi-Zeit.

## Leben und Werk
Nōami lebte in Kioto, war Kunstkenner und arbeitete zunächst für die Asakura-Familie in der Provinz Echizen. Dann kehrte er nach Kioto zurück und diente dem Shōgun Ashikaga Yoshimasa als künstlerischer Berater (同朋衆, Dōbōshū). Wie der große Nō-Dramatiker Zeami ließ er sich im Buddhismus ausbilden und übernahm das ami als Teil seines Namens. Nōami war ein Experte, was Poetik, Räucherwerk, Malerei, das Aufziehen von Bildern und was Ausschmückung von Räumen betraf. Ab der Regierungszeit des 6. Shōgun Ashikaga Yoshinori scheint er für die Sammlung chinesischer Kunstwerke des Shogunats zuständig gewesen zu sein. Auch scheint er mit Aufsicht über die Arbeiten zur Innengestaltung der Paläste betraut worden zu sein.
Zur Zeit des Shōguns Yoshimasa schnitt er auf dessen Anweisung die Bildrolle „Acht Ansichten von Xiaoxiang“ des chinesischen Künstlers Yujian auf und montierte sie auf acht Bildrollen. Er fertigte auch Kopien von wichtigen Bildern der Sammlung an, darunter von Ma Lin und Mokuan Reien. Im Jahr 1468, als eine offizielle Mission nach China gesandt wurde, schuf er selbst ein Bild der Acht Ansichten als Gabe an die Chinesen. Im selben Jahr malte er ein Bild der weißgekleideten Kannon, das noch existiert.
Nōamis Stil basiert auf der akademischen Landschaftsmalerei des Südlichen Song, insbesondere auf der Malweise des Muqi. Seine Arbeiten wurden zum Vorbild japanischer Maler der Muromachi-Zeit und späteren Epochen. Nōami verfasste eine Arbeit mit dem Namen „君台観左右帳記“ (Kundaikan sō chōki), in der er seine Gedanken zur chinesischen Malerei und zur Ausschmückung von Räumen niederlegte, gedacht als praktischen Ratgeber für spätere Zeiten.

## Bilder

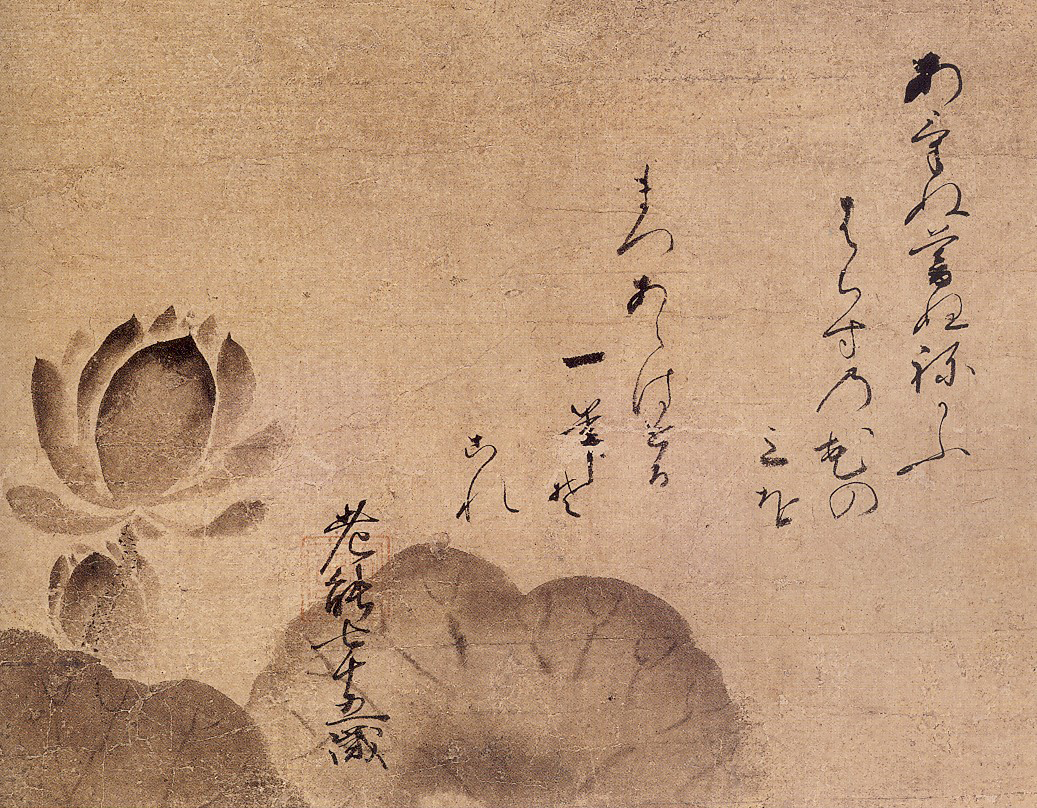
Lotus
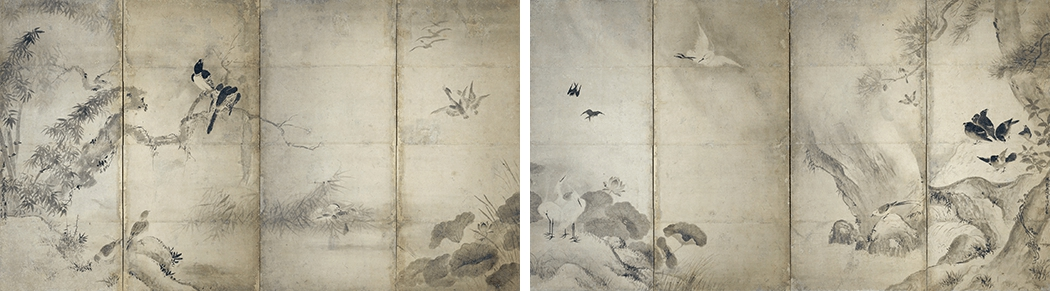
Vier Jahreszeiten, Stellschirmpaar